# Метлок (3. сезона)
Трећа сезона серије Метлок је емитована од 29. новембра 1988. до 16. маја 1989. године и броји 20 епизода.

## Опис
Џули Сомарс је унапређена у главну поставу на почетку сезоне. Кен Холидеј је напустио главну поставу на крају сезоне.

## Улоге
- Енди Грифит као Бен Метлок
- Ненси Стафорд као Мишел Томас
- Џули Сомарс као ПОТ Џули Марч
- Кен Холидеј као Тајлер Хадсон

## Епизоде
| Бр. еп. (укупно) | Бр. еп. (у сезони) | Наслов                   | Редитељ          | Сценариста                                                 | Премијера          |
| --- | ------------------ | ------------------------ | ---------------- | ---------------------------------------------------------- | ------------------ |
| 49 | 1                  | "Лимун"                  | Лео Пен          | Дајана Копалд Маркус                                       | 29. новембар 1988. |
| Метлоков нови комшија постаје збуњен кад види два продавца кола конкурента један другом и бива му смештено убиство једног од њих, Т. Џ. Кесидија, који му је продао лимун. |                    |                          |                  |                                                            |                    |
| 50 | 2                  | "Посланик (1. део)"      | Кристофер Хиблер | Синопсис: Ен Колинс Сценарио: Дин Харгров и Џоел Штајгер   | 6. децембар 1988.  |
| Британски посланик Ентони Стујарт је оптужен за убиство супруга своје љубавнице. Пошто има дипломатски имунитет, прати га Алекс Винтроп који је позвао Метлока да допутује у Њујорк да га брани. |                    |                          |                  |                                                            |                    |
| 51 | 3                  | "Посланик (2. део)"      | Кристофер Хиблер | Синопсис: Ен Колинс Сценарио: Дин Харгров и Џоел Штајгер   | 13. децембар 1988. |
| Након што је Стјурт замало погинуо у саобраћајној несрећи, Метлок примећује да је једини начин да га извуче да пронађе жену која је оптужила странку за то убиство. |                    |                          |                  |                                                            |                    |
| 52 | 4                  | "Љубавница"              | Харви С. Лејдмен | Роберт Хамилтон                                            | 20. децембар 1988. |
| Метлок и Џули се слажу да бране љубоморну жену која је оптужена за убиство свог супруга. |                    |                          |                  |                                                            |                    |
| 53 | 5                  | "Ди џеј"                 | Тони Морденте    | Бил Дејна                                                  | 3. јануар 1989.    |
| Мишелин песнички дечко склон миту, Артур Сакстон, има посао као ди џеј на једној радио испостави, а познат је због своје отровне личности коју сви воле да мрзе и којој је касније смештено убиство његовог противника Робија Мура. Кад је Артур ухапшен, Мишел моли Метлока да преузме случај. Ипак, Метлок открива само обичну мржњу према својој странци јер је Артурова лничност уживо на радију његова права кад не ради и нуди се да посети све његове несимпатичне егоманијаке чије су нарави отровније него његов језик. |                    |                          |                  |                                                            |                    |
| 54 | 6                  | "Капетан"                | Френк Такери     | Линколлн Киб                                               | 10. јануар 1989.   |
| Метлоков стари друг капетан Едвард Хана је некада био узоран полицајац и много пута је био награђиван. На жалост, његови поступци након убиства његове жене су имали злобну нијансу и због тога је добио надимак "Луди мрзилац". Наредник Џим Шенли почиње да сумња да капетан убија осумњичене који су се извукли због техникалија и да је саставио списак, пра разговара са Ханом и говори му да, ако се капетан не пензионише захвално, да ће га пријавити Унутрашњој контроли. Капетан Хана је хапсио петоро осумњичених који су побијени убрзо након што су ослобођени. Зато је наредник Шенли морао да буде убијен, а Хана прелепо смешта нареднику Џерију Рису за злочин који је, иронично, мислио да Хану не треба да зову "Луди мрзилац". Метлок мора да докаже да је Рис невин и да капетан крив. |                    |                          |                  |                                                            |                    |
| 55 | 7                  | "Освета"                 | Дејвид Соломон   | Роберт Шлит                                                | 17. јануар 1989.   |
| Кад брат мртвог робијаша узме Мишел за таоца, Тајлер и Џули не смеју да дозволе да Нед Билинг убије Метлока. |                    |                          |                  |                                                            |                    |
| 56 | 8                  | "Градоначелник (1. део)" | Харви С. Лејдмен | Синопсис: Дин Харгров и Џоел Штајгер Сценарио: Роберт Шлит | 31. јануар 1989.   |
| Кад је човек који одлучан да врати шездесете оптужен за убиство градоначелника, Метлок путује у Чикаго да га заступа. |                    |                          |                  |                                                            |                    |
| 57 | 9                  | "Градоначелник (2. део)" | Харви С. Лејдмен | Синопсис: Дин Харгров и Џоел Штајгер Сценарио: Роберт Шлит | 7. фебруар 1989.   |
| Након што је Пол Мекнил пронашао Џекија Чена мртвог, он одлази до Метлока и моли га за новац како би отишао у Тексас да прати Едија Ломакса знајући да би он био прави убица, али је он убијен у затвору. У Чикагу, Метлок примећује да је мућка са некретнинама повод за све и означава градоначелникову супругу као свог главног савезника. |                    |                          |                  |                                                            |                    |
| 58 | 10                 | "Црна удовица"           | Кристофер Хиблер | Џералд Санов                                               | 14. фебруар 1989.  |
| Пошто је осуђен на седам година због убиства супруге, Кен Вилсон се обраћа једној жени у Лос Анђелесу, али открива да је то Ен, жива и здрава под именом Кели Менинг. Кад је убијена под други пут, Кен је ухапшен поново. У Атланти, Лес је пресрећан са својом новом девојком Бернис коју је упознао у кафани Реја Темплина. |                    |                          |                  |                                                            |                    |
| 59 | 11                 | "Друга жена"             | Роберт Ширер     | Фил Мишкин                                                 | 21. фебруар 1989.  |
| Након што је насилник који воли да управља убијен, терапеут његове супруге је ухапшен због злочина и Метлок преузима случај. Он почиње да примећује да је Ерин Витли имала низ психијатријских тешкоћа и потресен је кад је на крају открио идентитет убице. |                    |                          |                  |                                                            |                    |
| 60 | 12                 | "Старлета"               | Харви С. Лејдмен | Марвин Куфер                                               | 28. фебруар 1989.  |
| Метлоку бивша другарица тражи да докаже да њена ћерка није убила своју противницу Морган Џирард. |                    |                          |                  |                                                            |                    |
| 61 | 13                 | "Видовњакиња"            | Бет Остин        | Синопсис: Су Даун Сценарио: Бет Роналд и Роналд Остин      | 7. март 1989.      |
| Метлок пристаје да узме случај Џенифер Холц, видовњакиње која тврди да је видела убиство које се још није десило. Кад се убиство десило, она унајмљује Метлока. Бенов друг Лес озбиљно верује у њене моћи и постаје узнемирен кад му она каже да неће видети завршетак суђења. Како испада, нико неће јер су оптужбе одбачене. |                    |                          |                  |                                                            |                    |
| 62 | 14                 | "Лопов (1. део)"         | Харви С. Лејдмен | Џералд Санов                                               | 28. март 1989.     |
| Продавац новчића открива да човек за кога је радио краде. Мајкл преклиње Роба Кејсија да му врати све новчиће или ће Мајкл тужити Роба. Кад је запослени пронађен мртав, он је оптужен за убиство. Метлко заступа шефа, док Линда, лична истражитељка због које Тајлер није срећан зато што ју је његов шеф унајмио. Тајлер, такође, јако сумња у Линдине планове. |                    |                          |                  |                                                            |                    |
| 63 | 15                 | "Лопов (2. део)"         | Харви С. Лејдмен | Џералд Санов                                               | 4. април 1989.     |
| Метлок и Тајлер откривају да је део Линдине обмане у месту где јој је отет рођени син. Док Тајлер проналази сина, Метлок проналази ретке новчиће који му требају да затвори случај. |                    |                          |                  |                                                            |                    |
| 64 | 16                 | "Расадник"               | Лео Пен          | Мери Ен Касик и Мајкл Шеф                                  | 18. април 1989.    |
| Кад је Сандра Тејлор, управница једног расадника, убијена, њен отац снажно наваљује да Метлок заступа заосталог младића оптуженог за убиство. |                    |                          |                  |                                                            |                    |
| 65 | 17                 | "Манекенка"              | Тони Морденте    | Роберт Шлит                                                | 25. април 1989.    |
| Метлок је имао напредак у случају са којим се борио, али је свето заборавио јер су га ударила кола. Док је био у болници, прочитао је штиво које је имао, иако је то сметало болничарки Гертруд која је хтела да се он одмори. Док је читао изјаве троје сведока који су били на журци где је убиство почињено, све су биле исте, наравно неке појединости нису биле исте. Очаравајуће! Једно од њих је убица, али ко? Болничарка Гертруд му је ставила облогу да би му смирила бол у главу, а Бен је одједном схватио како је убиство почињено па је рекао Герт да је воли. |                    |                          |                  |                                                            |                    |
| 66 | 18                 | "Секта"                  | Харви С. Ледмен  | Марвин Кафер                                               | 2. мај 1989.       |
| Разбеснели отац је дошао из Чикага у Атланту у потрази за својим сином ког је отела секта. Денис је рекао оцу да га остави на миру јер му је место у секти и окренуо је оцу леђа. Вођа секте Џошуа Бредбури је охрабривао Вилијама да испоштује синовљеву одлуку и да га остави на миру. Остина је одбио да напусти сина па је полиција избацила Вилијама са имања док је урлао како ће господину Бредбурију да откине главу. На имању је Денис открио да је ту неко убијен, али је онда рекао полицији да је његов отац починио то убиство. Кад је отац открио да је Денис преписао своју црни фонд и уштеђевину секти, Метлок је разговарао са њим и потресао се кад је чуо да Денис одбија оца. Метлок је онда отишао до стручњака за депрограмирање чланова секта који му је рекао да Денис мисли да је видео оца, али да му је вероватно секта толико испрала мозак, да није сигуран шта је видео. По Метлоковом налогу, Тајлер се убацио у секту, али почиње да се мења јер наседа на њихове проповеди. |                    |                          |                  |                                                            |                    |
| 67 | 19                 | "Певач блуза"            | Лео Пен          | Џоел Штајгер                                               | 9. мај 1989.       |
| Икона блуза је оптужен за убиство па Метлок мора да брани Едија Хејнса, човека кога је некад ковао у звезде. |                    |                          |                  |                                                            |                    |
| 68 | 20                 | "Свештеник"              | Харви С. Ледмен  | Макс Ајзенберг                                             | 16. мај 1989.      |
| Кад је месни мафијаш оптужен да је убио свештеника, Алекс Винтроп из Њујорка долази у Атланту у посету Метлоку због помоћи око случаја јер зна да не може на њему да ради сам. Није дуго требало Метлоку да открије да црква заташкава нешто. Последња стална појава Тајлера Хадсона. |                    |                          |                  |                                                            |                    |